# Hermann Josef Hack

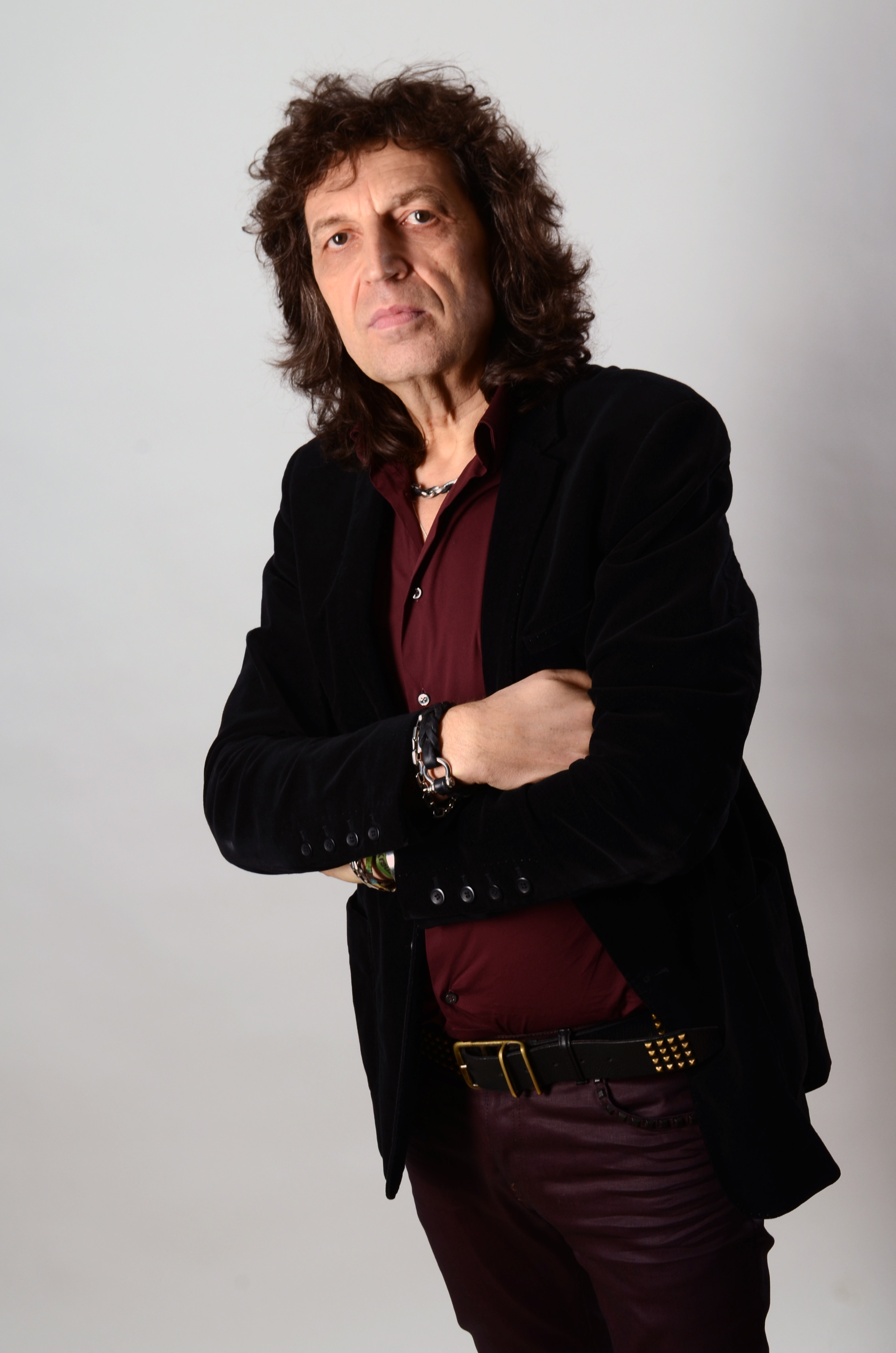
Hermann Josef Hack (2013)

Hermann Josef Hack (* 20. Juni 1956 in Bad Honnef) ist ein deutscher Künstler.

## Wirken
Hack gehörte ab 1973, siebzehnjährig, zu den zahlreichen Schülern von Joseph Beuys an der Kunstakademie Düsseldorf. Er absolvierte von 1977 bis 1979 ein Studium und eine Ausbildung zum Dipl.-Verwaltungs-Betriebswirt bei der Deutschen Bundesbahn. Von 1990 bis 1997 war er Kunstbeauftragter des Bundesministeriums für Forschung und Technologie und von 1992 bis 1998 Mitglied des Gründungskuratoriums der Kunst- und Ausstellungshalle der Bundesrepublik Deutschland. Er wurde bekannt durch sozialpolitische Aktionen wie den Arme-Socken-Teppich (1998) und das World Climate Refugee Camp, ein Miniatur-Flüchtlingslager aus über eintausend Zelten, das er im Zentrum europäischer Hauptstädte aufbaut, um auf die Opfer des Klimawandels hinzuweisen. Als Maler benutzt Hack Zeltplane für die Darstellung globaler Herausforderungen.
Wichtige Stationen seiner Betätigung waren u. a. das weltweit erste interaktive Fernsehprojekt Piazza Virtuale bei Van Gogh TV, welches er gemeinsam mit der Künstlergruppe Ponton zur Documenta IX im Jahre 1992 durchführte.
Die erste Bildtelefonverbindung zwischen Forschern am Nordpol, vom Südpol und Besuchern des Kunstmuseum Siegburg im Jahr 1994 (die sogenannte „Polarnacht“ wurde auch ins Guinness-Buch der Rekorde aufgenommen), sowie die erste Videokonferenz zwischen der Besatzung des Forschungsschiffes Polarstern in der Antarktis und Besuchern des Museum Koenig in Bonn waren weitere Aktionen, die er unternahm, um Wissenschaftler mit der Öffentlichkeit ins Gespräch zu bringen.
Mit seinem „World Climate Refugee Camp“, einem Klimaflüchtlingslager im Miniaturformat aus von Hack gefertigten und mit Aufschriften versehenen Zelten, bereiste der Künstler die Metropolen Europas und mittels der Wanderausstellung „Zur Nachahmung empfohlen!“ auch anderer Kontinente, um auf die Nöte der schon jetzt vom Klimawandel Bedrohten hinzuweisen und für deren Anerkennung als Flüchtlinge einzutreten.
Seit 2013 verwandelt Hack seine Bilder auf Zeltplanen in sogenannte „Bewohnbare Bilder“, indem er diese z. B. von der Museumswand in den Raum hineinragen lässt, so dass sie eine Schutzplane bilden oder auf einem aus Stöcken zusammengeknoteten Unterbau als Notbehausung fungieren.
Während der UN-Klimakonferenz COP 20 in Lima „besetzte“ Hack das Goethe-Institut Lima und erklärte es zum „Global Brainstorming Expedition Camp Lima“. Von hier aus unternahm er gemeinsam mit seinem Kollegen und Projektpartner Andreas Pohlmann verschiedene öffentliche Interventionen mit der Bevölkerung und gründete die „Policia Agua“ (Wasserpolizei), um der Verschwendung der kostbaren Ressource entgegenzuwirken.
Zum Weltflüchtlingstag am 20. Juni 2014 baute Hack aus seinen Bildern sieben Flüchtlingszelte vor dem Reichstag in Berlin auf. In der Kunst-Station Sankt Peter Köln errichtete Hack zu Weihnachten 2014 aus seinen Bildern die raumgreifende Zelt-Installation „Basislager / Base Camp“, ein symbolisches Flüchtlingszelt, unter dem die Gemeinde ihre Gottesdienste abhielt.
Am 22. September 2015 gründete Hack gemeinsam mit Andreas Pohlmann die Erste Flüchtlingsakademie der Freien Künste (EFFK).
Kunstaktionen

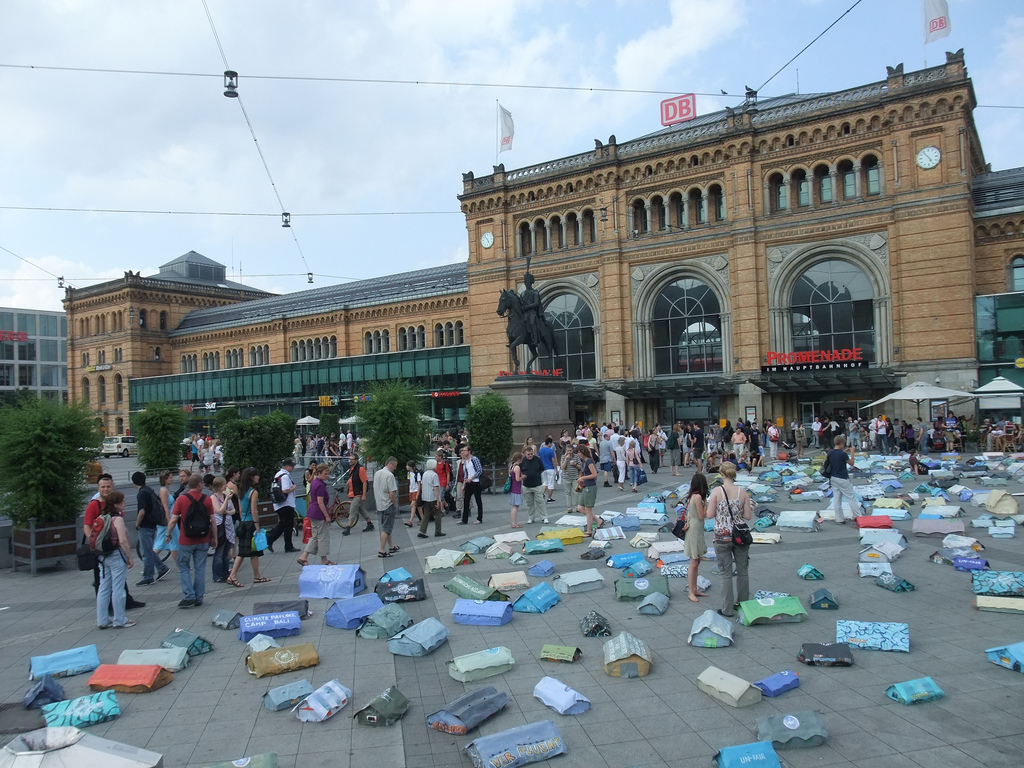
Kunstaktion mit 600 kleinen Klimaflüchtlingszelten vor dem Hauptbahnhof Hannover
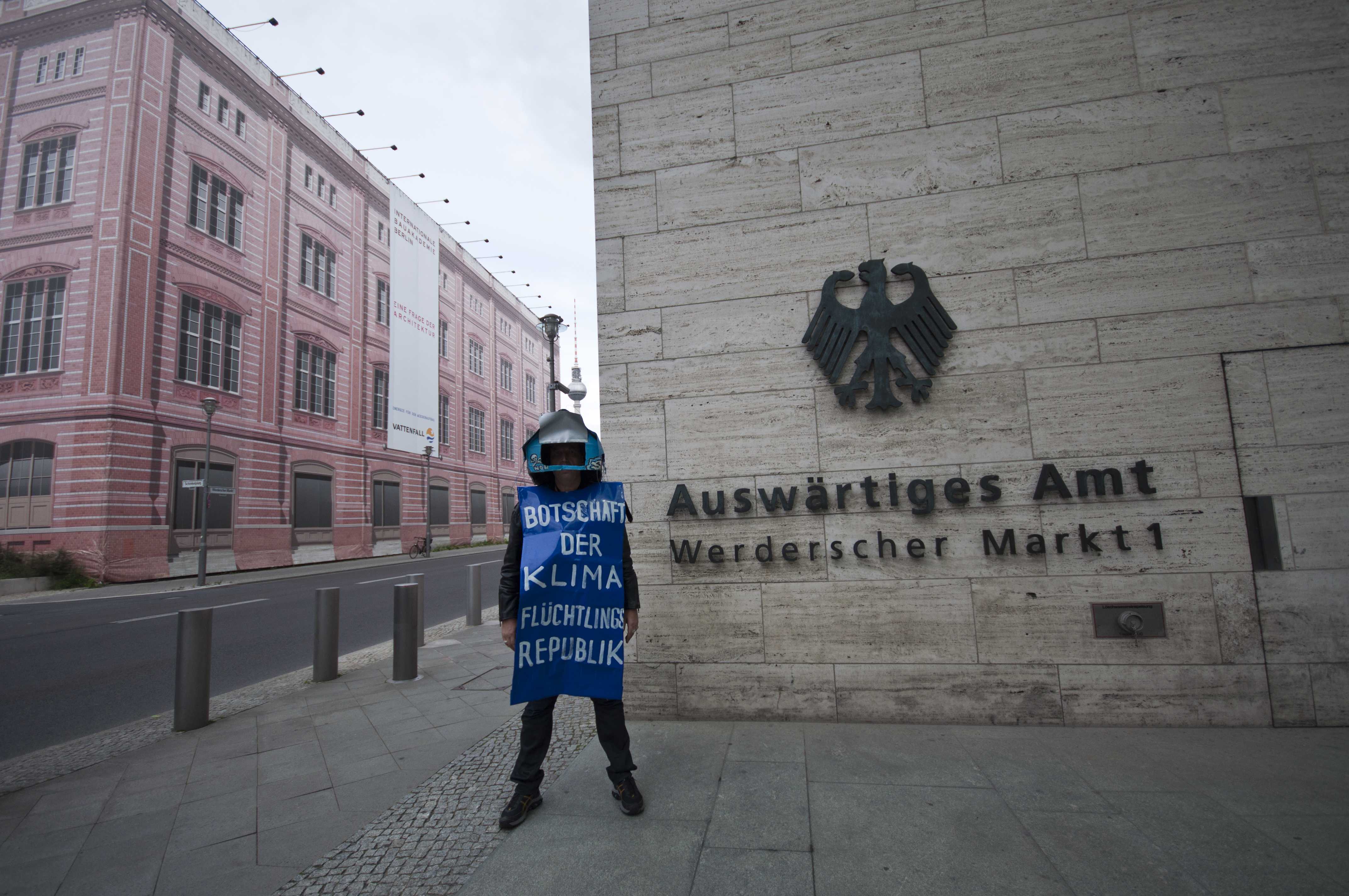
Hack als Botschafter der Klimaflüchtlingsrepublik am Auswärtigen Amt, Berlin 2010
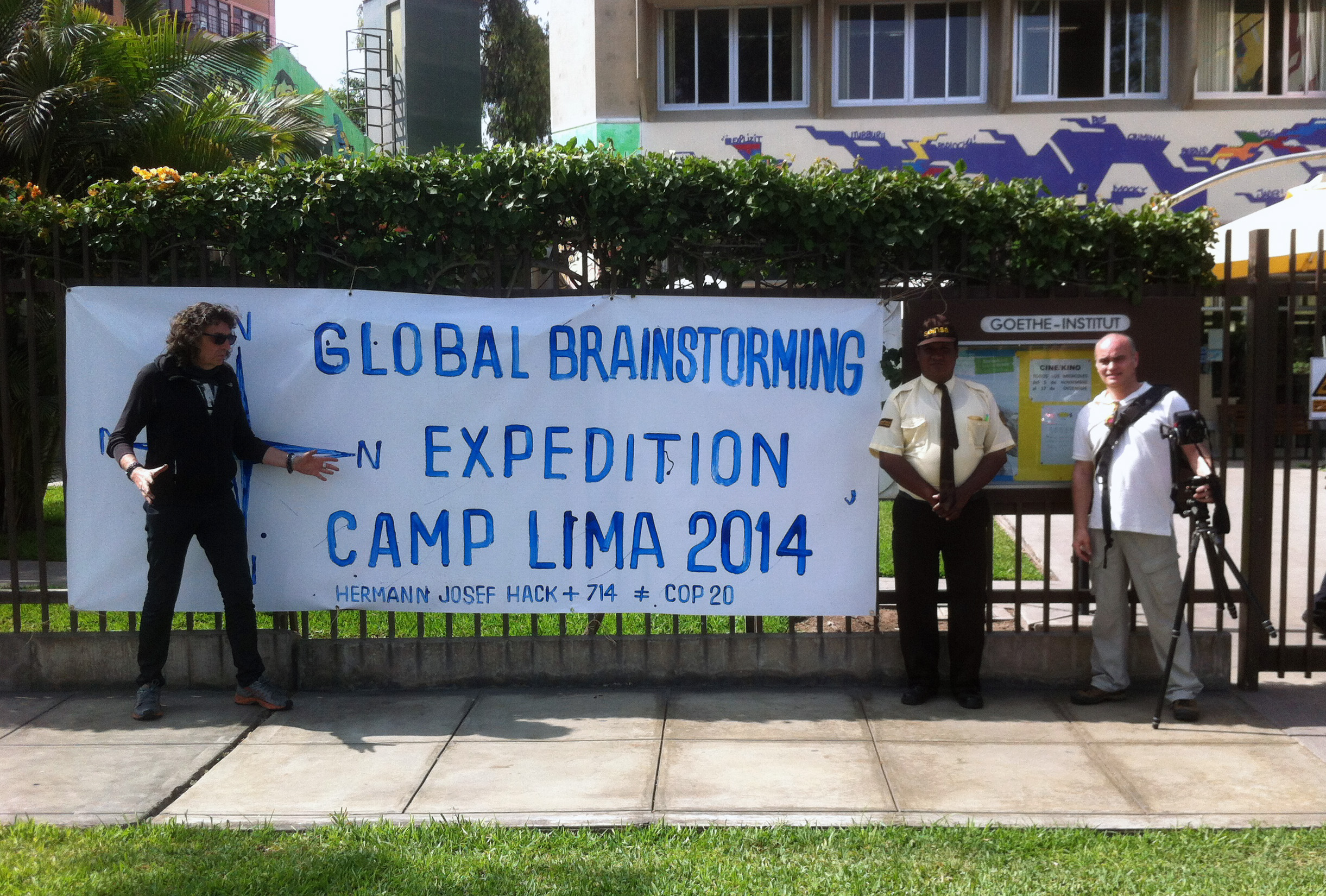
Hack erklärt das Goethe-Institut Lima zum „Global Brainstorming Expedition Camp“

Hack war bzw. ist Gastdozent u. a. an der Akademie für Politische Bildung in Tutzing, der Universität Hohenheim, der ecosign Designakademie Köln, der Leuphana Universität Lüneburg sowie der privaten Universität Witten/Herdecke.
Sein Atelier hat er in Siegburg.
Am 6. November 2017 hat Bundespräsident Frank-Walter Steinmeier Hack mit dem Verdienstkreuz am Bande des Verdienstordens der Bundesrepublik Deutschland (Bundesverdienstkreuz) für seine künstlerische Arbeit ausgezeichnet.

## Aktionen, Ausstellungen und Projekte

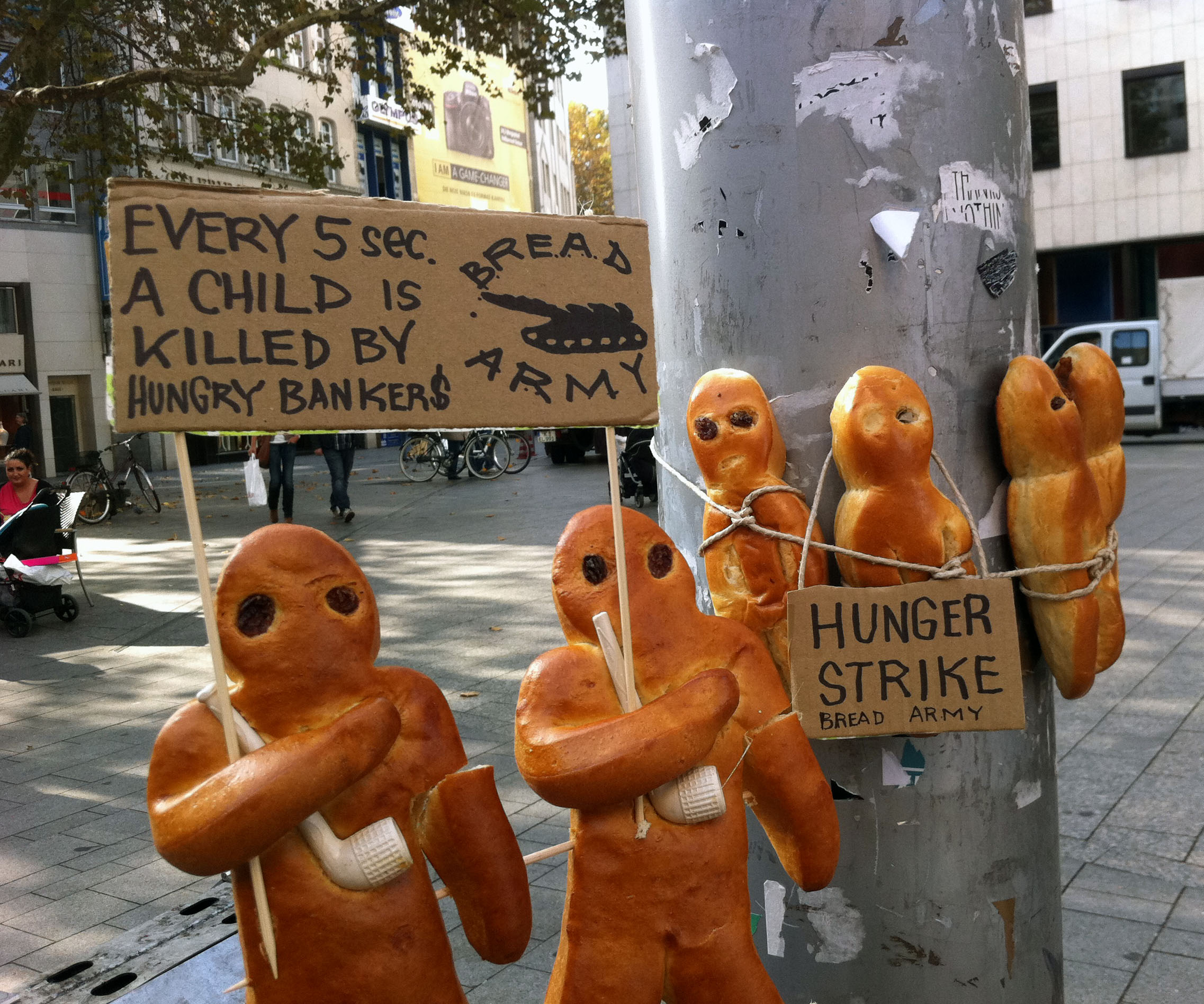
Hungerstreik der Brote Armee Fraktion in Köln (Oktober 2012)

- 2000: Ultimedia, Stadtmuseum Siegburg
- 2001: Aktion Börsianer-Bibel vor der Börse in Frankfurt[4]
- 2001: Aktion „Du bist Köln“[5]
- 2009: Aktion zum städtischen Klimatag in Leipzig[6]
- 2010–2012: „Zur Nachahmung empfohlen! – Examples to follow!“, Uferhallen Berlin (mit Yes Men Group, Olafur Eliasson, Tue Greenvort u. a.)[7]
- 2012–2015: „Zur Nachahmung empfohlen! – Ejemplos a seguir!“, weitere Stationen mit Hacks „World Climate Refugee Camp“ in Mumbai, Peking, Sao Paulo, Puebla/Mexico, Essen (Zeche Zollverein), Lima/Peru
- 2015: „Basislager – Base Camp“, Kunst-Station Sankt Peter Köln